# Jed Brophy
Jed Brophy, né le 29 octobre 1963 à Taihape, est un acteur néo-zélandais.

## Biographie

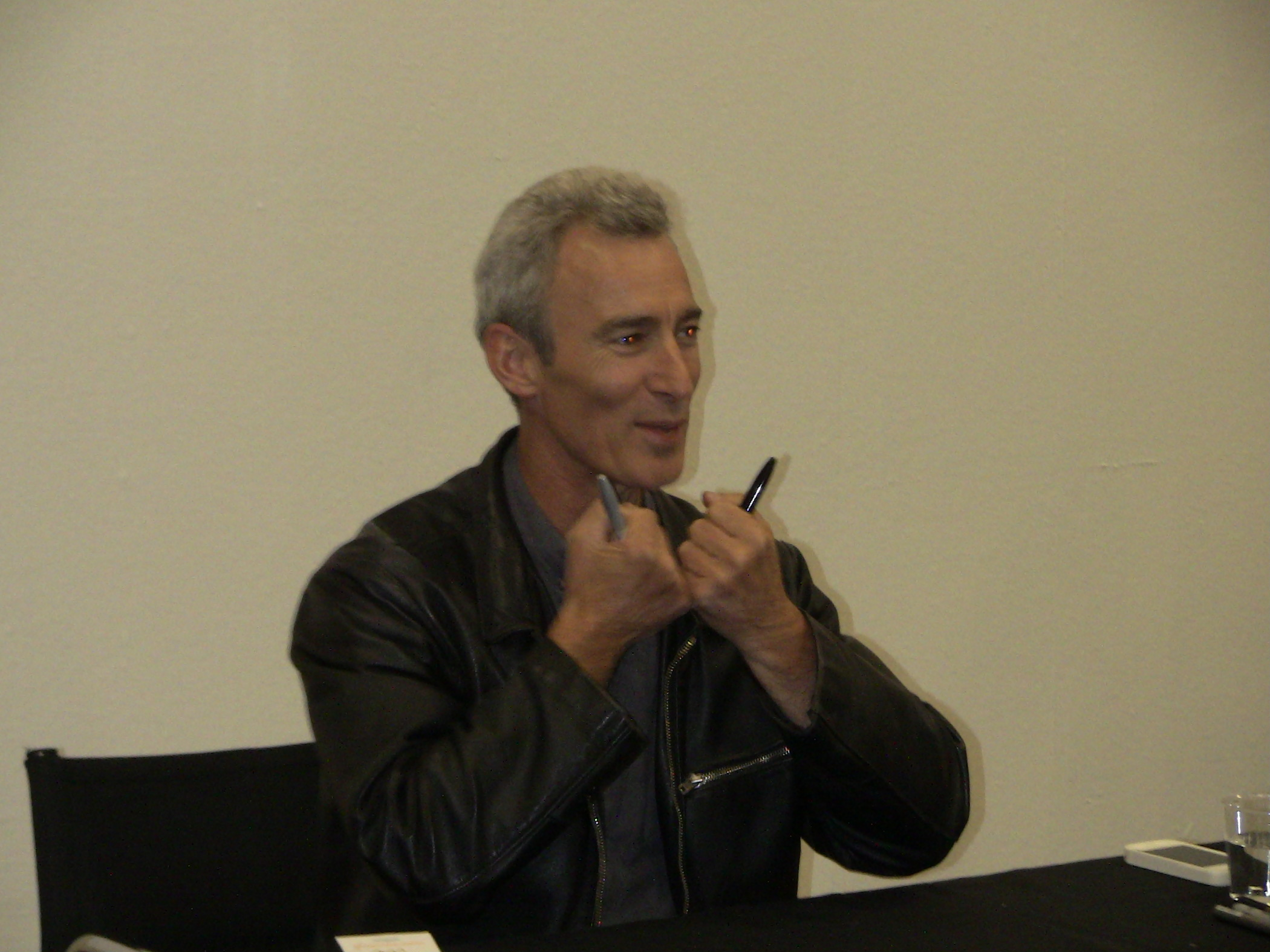
Jed Brophy en 2014

Jed Brophy passe quatre ans en école de théâtre et sort diplômé en 1978. Il commence sa carrière en 1988 sur le petit écran avec Small War on the Edge of Town durant lequel il rencontrera Peter Hambleton qui incarne Glóin dans la trilogie Le Hobbit.
Il enchaînera ensuite des petits rôles à la télévision avant de rencontrer le réalisateur et scénariste Peter Jackson qui marquera un tournant pour sa carrière. Il intègre ainsi le casting de Braindead en 1992 et Créatures célestes en 1994, le 3e long-métrage de Jackson. Il jouera plusieurs rôles secondaires avant d'acquérir une renommée mondiale avec Le Seigneur des anneaux dans lequel il jouera trois personnages différents : Shaku, Snaga et Bolingúl. En 2005, il aura un petit rôle dans le remake de King Kong et en 2006 dans District 9. Fort de son expérience avec Peter Jackson, il interprétera Nori, un des 13 nains dans la trilogie du Hobbit.
Depuis 2011, il fait partie de la distribution de Minister of Chance, un projet de web-série qui s'est notamment développé grâce au financement participatif (Kickstarter), aux côtés de Sylvester McCoy qui joue Radagast dans la trilogie du Hobbit.

### Vie privée
Il est marié à Yolande Brophy depuis 1988 et a eu trois enfants avec elle.

## Filmographie

### Acteur

#### Cinéma
- 1992 : Absent Without Leave : Joe
- 1992 : Braindead : Void
- 1992 : Chunuk Bair : Pvt. Fred South
- 1994 : Créatures célestes : John / Nicholas
- 1994 : The Last Tattoo : Furlough Garde
- 1996 : Chicken : Will Tilfer
- 2001 : Le Seigneur des anneaux : La Communauté de l'anneau : Nazgûl
- 2002 : Le Seigneur des anneaux : Les Deux Tours : Sharku / Snaga
- 2002 : Tongan Ninja : Bank Manager
- 2003 : Le Seigneur des anneaux : Le Retour du roi : Featured Orc
- 2003 : Perfect Strangers (en) : Pete
- 2004 : Fracture : Tony Dorio
- 2005 : King Kong : Venture Crew
- 2008 : Second Hand Wedding : Waz
- 2009 : District 9 : James Hope - Police Officer
- 2010 : Home by Christmas : Mart Preston
- 2010 : Laundry Warrior : Jacques
- 2010 : Tracker : Soldat Barker
- 2012 : Le Hobbit : Un voyage inattendu : Nori
- 2013 : Le Hobbit : La Désolation de Smaug : Nori
- 2014 : Le Hobbit : La Bataille des Cinq Armées : Nori
- 2015 : The Dead Room : Liam
- 2018 : My Lover, My Lazy Boy

#### Courts-métrages
- 1994 : A Little Death
- 1995 : Lemming Aid
- 1998 : Group Therapy
- 2009 : Dreamer
- 2010 : Dangerous Ride
- 2010 : Darryn Exists
- 2013 : Beep Beep and the Island of Terror
- 2013 : The Offering

#### Télévision

##### Séries télévisées
- 1991 : Shark in the Park : Vci Molloy
- 1992 : Shortland Street : Dr. Jack Galloway (1998)
- 1994 : Coverstory : Matt
- 1996 : Hercule : Gnatius
- 1997 : The Enid Blyton Secret Series : PC Cooper
- 1998 : The Adventures of Swiss Family Robinson : Seth Parsons
- 2000 : Xena, la guerrière : Ramius
- 2002 : Révélations : Pieter
- 2003 : Freaky : Grant Mckenzie (Dad) (Hitcher story)
- 2006 : The Killian Curse : Mr. Shepard
- 2009-2010 : Legend of the Seeker : L'Épée de vérité : Shadrin
- 2016 : Les Chroniques de Shannara : Le Dagda Mor
- 2022 : Les Anneaux de Pouvoir : Orc dans une taverne / Chasseur d'Orc / Orc / Vrath

##### Téléfilms
- 1996 : Return to Treasure Island : Joseph Savage
- 2011 : Tangiwai : Dick Brittenden

### Parolier

#### Cinéma
- 2012 : Le Hobbit : Un voyage inattendu

### Cascadeur

#### Cinéma
- 2009 : Lovely Bones